# 盘古

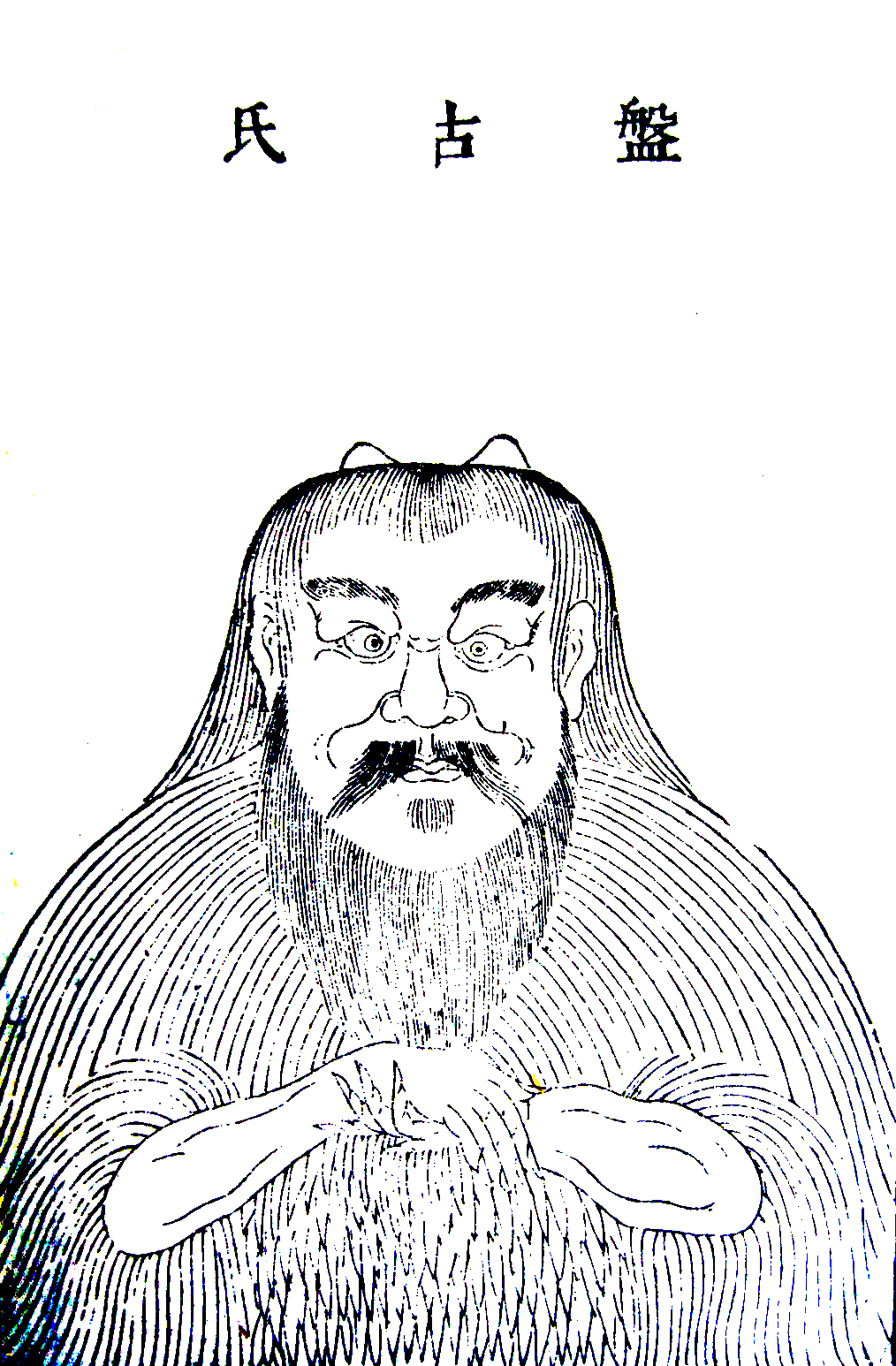
《三才圖會》中的盤古形象

盤古是中国神话中開天闢地的创世神，傳說死後天地及萬物都由其身軀和器官转化而成，也因此，盤古在道教中多受奉祀，有些派系尊稱他為元始天王，認為他的靈魂仍能主宰萬物。

## 起源
盤古的傳說约起於東漢後期出現，到三國時已廣為流傳。現存文獻中，222年《魏大饗記碑》最早提到盤古：「起尚盤古，羅天⎕焉。」（⎕為虛缺號）東吳韋昭《洞記》提到，盤古傳說流傳世間：「世俗相傳為，盤古一日七十化，覆為天，偃為地，八万岁乃死」

### 伏羲、盤瓠说
部分學者認為盤古傳說起源於中國本土。炎帝、蚩尤等部落從黄河流域遷徙南方以後，伏羲的傳說演變為盤古氏，流傳於南方少數民族當中。卫聚贤、范文澜等認為盤古的傳說，是古代先民吸收了南方少数民族中「盤瓠」或「盤古」傳說，加以古代經典中的哲理成分和自己的想像，創造出來的用於填補鴻蒙時代空白的。东汉應劭的《风俗通》最早有盤瓠之說。闻一多《伏羲考》一文考证盘古即匏瓠，即葫芦，「盤」字古義為開端，「古」即葫蘆，寓意生命繁衍。有學者亦稱盤古氏乃是伏羲的音轉。盤古的名字可能源自記載於《搜神記》中的盤瓠。

### 印度神话说
主流观点认为盘古神话源自印度佛教东传，原型来自古印度创世神话梵天神创生宇宙的故事。前1500-前1000年間《梨俱吠陀》中創世神靈「阿特曼」創造了初人‧布盧沙（或譯普魯薩），布盧沙被肢解獻祭，造出了世界：「月亮由心意產生，太陽由兩眼產生，由咀生出天神和火，由呼吸產生了風，由臍生出了太空，由頭出現了天，地由兩足，四方由耳。這樣造出了世界。」布盧沙神話可能通過佛教轉述入華。
原人(梵天)诞生于梵卵终其一生（100梵天年，共36,000个梵天日）从身体各部位化生出万物。而盘古生于鸡蛋状的混沌，孕育至一万八千岁开天辟地，再一万八千岁身体各部位化生万物而亡，共36,000年。
呂思勉认为《五运历年记》和《三五历记》为象教东来后，杂糅彼外道之说而成。高木敏雄也在《比較神話学》提出盘古为吠陀神话中原初巨人布盧沙之说。屠孝实提出，盘古传说来源于印度的原初巨人化生万物。盤古与梵古汉语音相近，何新指出《摩奴法典》中的梵天，中文也译作“盘古”。叶舒宪在《中国神话哲学》中赞同了高木敏雄和吕思勉的观点。饒宗頤认为婆罗门经典，虽未译为汉语，然初期来华僧徒，多属婆罗门种姓，通晓吠陀，因此印度神话完全可以通过東渡的僧人转述而为中土人士所知悉。

## 內容
盤古是天地初開後最初的巨人，其體形隨著天地擴張而膨脹，死後躯体分解，變成世間萬物。

### 三國時

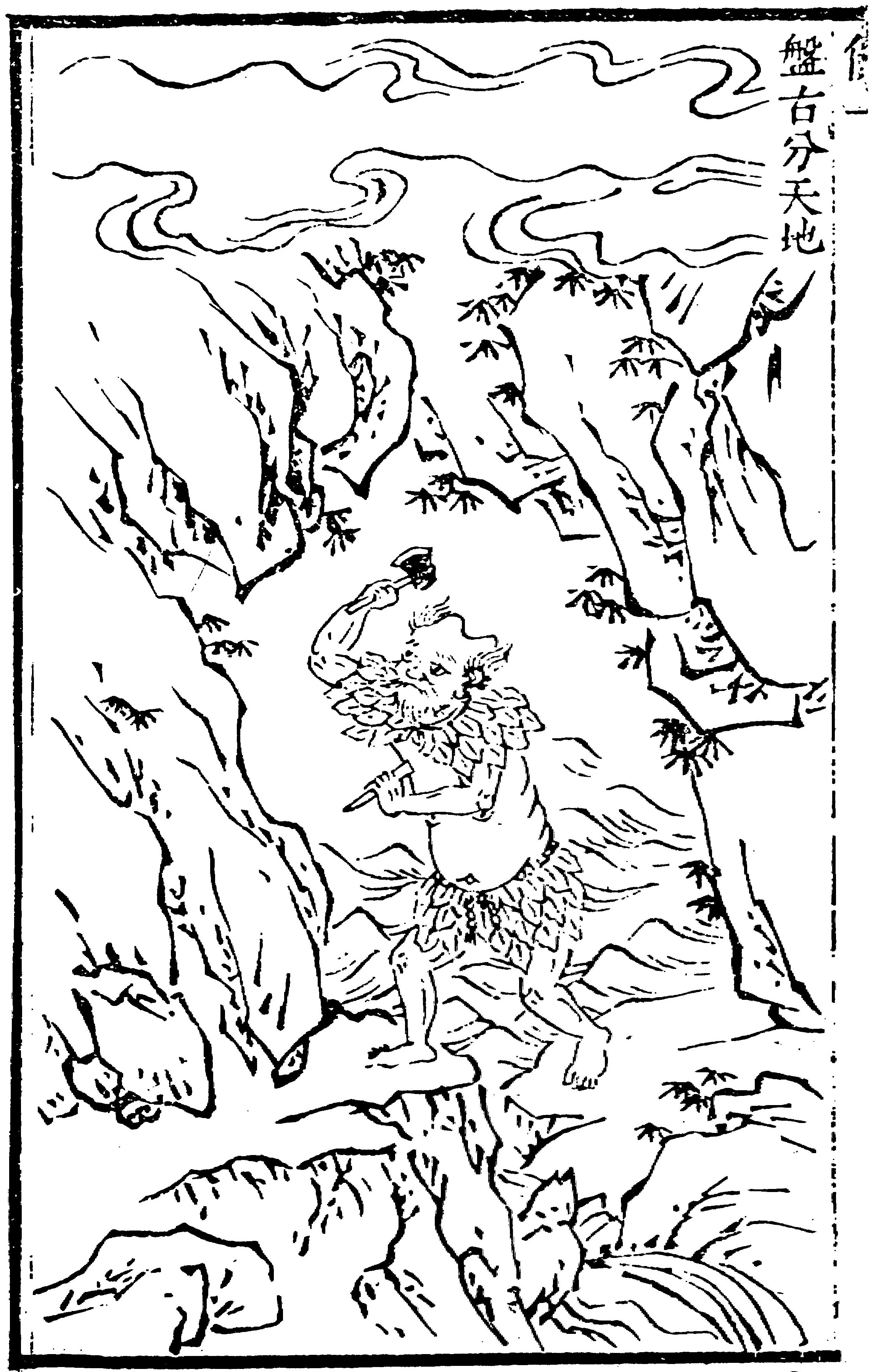
盤古分天地

三國時傳說：「天地渾沌，盤古生其中，一日九變，神於天，聖於地，主於天地。天日高一丈，地日厚一丈，盤古亦長一丈，如此萬八千年，然後天地開闢。盤古龍身人首，……開目成晝，合目成夜，呼為暑，吸為寒，吹氣成風雲，叱聲為雷霆。盤古死，……目為日月，髭為星辰，眉為斗樞，九竅為九州，乳為崑崙，膝為南嶽，股為太山，尻為魚鱉，手為飛鳥，爪為龜龍，骨為金銀，髮為草木，毫毛為鳧鴨，齒為玉石。汗為雨水，大腸為江海，小腸為淮泗，膀胱為百川，面輪為洞庭。」又傳言：「盤古一日七十化，覆為天，偃為地，八萬歲乃死。」

### 魏晉南北朝
南北朝時傳說：「昔盤古氏之死也，頭為四岳，目為日月，脂膏為江海，毛髮為草木。秦漢間俗說：盤古氏頭為東岳，腹為中岳，左臂為南岳，右臂為北岳，足為西岳。先儒說：盤古氏泣為江河，氣為風，聲為雷，目瞳為電。古說：盤古氏喜為晴，怒為陰。」
西晉時已有繪畫盤古的壁畫，太康年間(280-289)，益州刺史張收在成都的周公禮殿牆壁上，畫上盤古；南北朝時，嶺南有人祀奉盤古，「桂林有盤古氏廟，今人皆祝祀。」
道教吸納了盤古，加號「元始天王」。上清《枕中书》说：“昔二仪未分，溟滓鸿蒙，未有成形。天地日月未具，状如鸡子，混沌玄黄。已有盘古真人，天地之精，自号元始天王，游乎其中”。

### 唐代
《五运历年纪》说：“盘古之君，龙首蛇身，嘘为风雨，吹为雷电，開目為晝，閉目為夜”。董斯張在《广博物志》中条引《五运历年纪》云：“盘古死后骨节为山林，体为江海，血为淮渎，毛发为草木。”唐袁天罡推言之《真源赋》谓元始应世万八千年为一甲子，荆湖南北今以十月十六日为盘古氏生日，以候月之阴晴，云其显化之所宜有以也。《元丰九域志》：广陵有盘古冢庙，殆亦神假者。

## 紀念
- 任昉《述异记》中有关于“今南海有盘古氏墓，亘三百餘里，俗云后人追葬盘古之魂也”的记载，今河北省青县、广西来宾市有所谓盘古墓纪念。